# ليونارد تومسون (طبيب غدد صماء)
ليونارد تومسون (بالفرنسية: Leonard Thompson)‏ (و. 1908 – 1935 م) هو طبيب غدد صماء كندي، توفي عن عمر يناهز 27 عاماً، بسبب ذات الرئة. يُعد أول شخصٍ تلقى حقنة إنسولين علاجًا لداء سكري النوع الأول.

## روابط خارجية
- ليونارد تومسون (طبيب غدد صماء) على موقع فايند أغريف